# ملعب نيلتون سانتوس الأولمبي
ملعب نيلتون سانتوس الأولمبي، المعروف سابقًا باسم ملعب جواو هافيلانج الأولمبي، هو ملعب متعدد الاستخدام يقع في مدينة ريو دي جانيرو البرازيلية. غالبا ما يتم استخدامه لمباريات كرة القدم. يسع الملعب لجلوس 46,931 متفرج. يعتبر الملعب الرسمي الذي يخوض فيه نادي بوتافوغو ريغاتاس مبارياته. تم افتتاح الملعب في سنة 2007.

## معرض صور

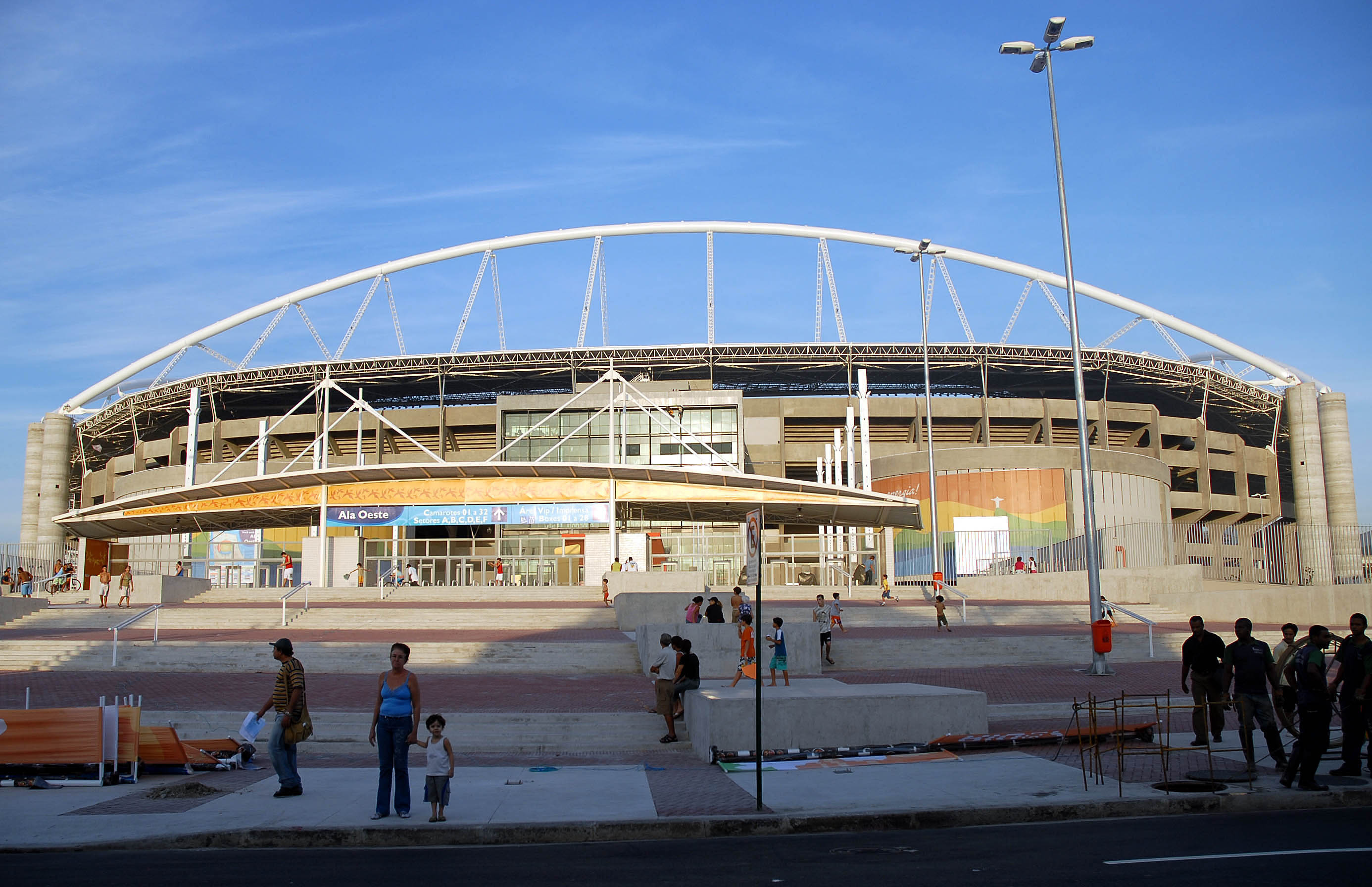
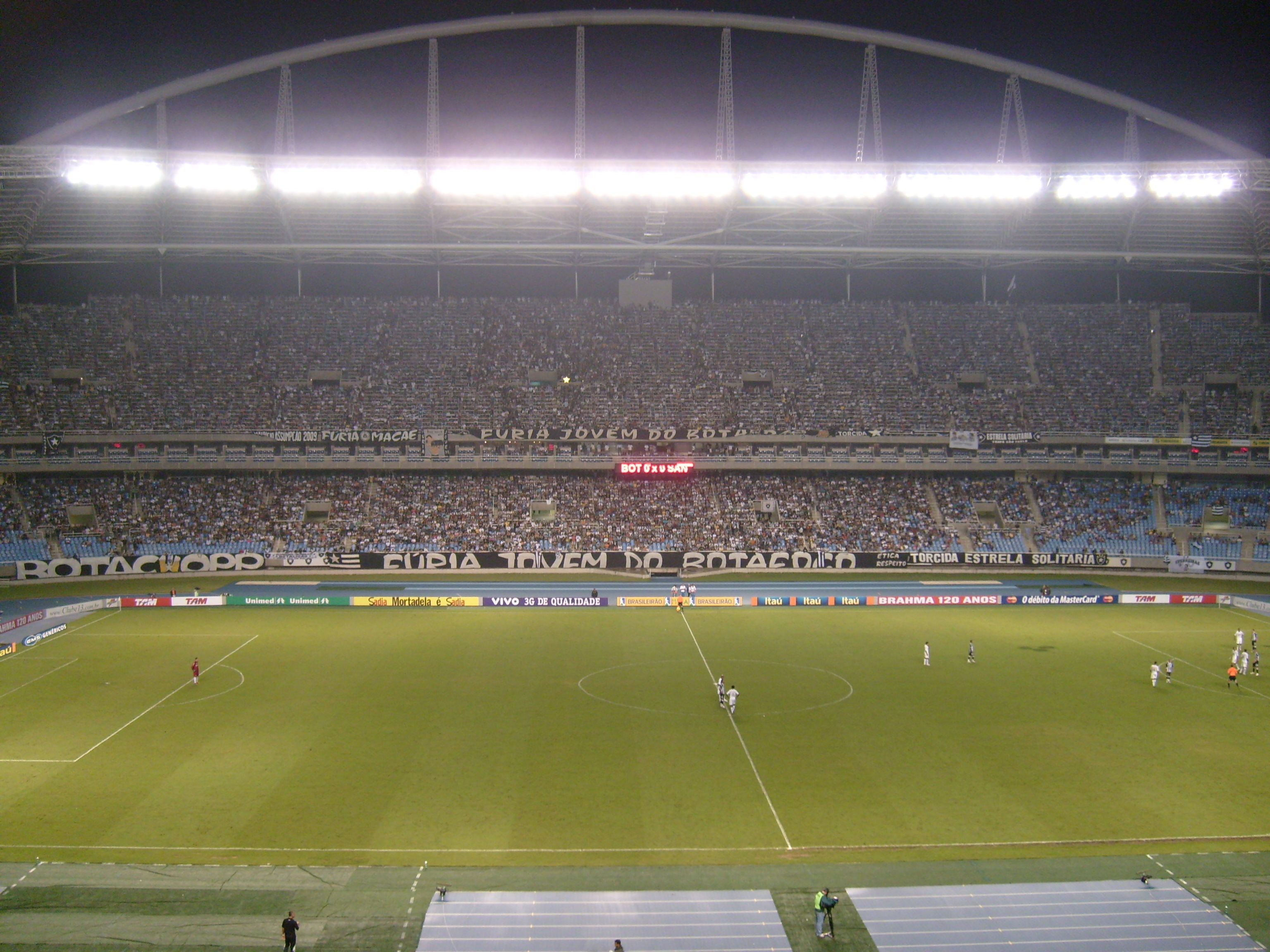
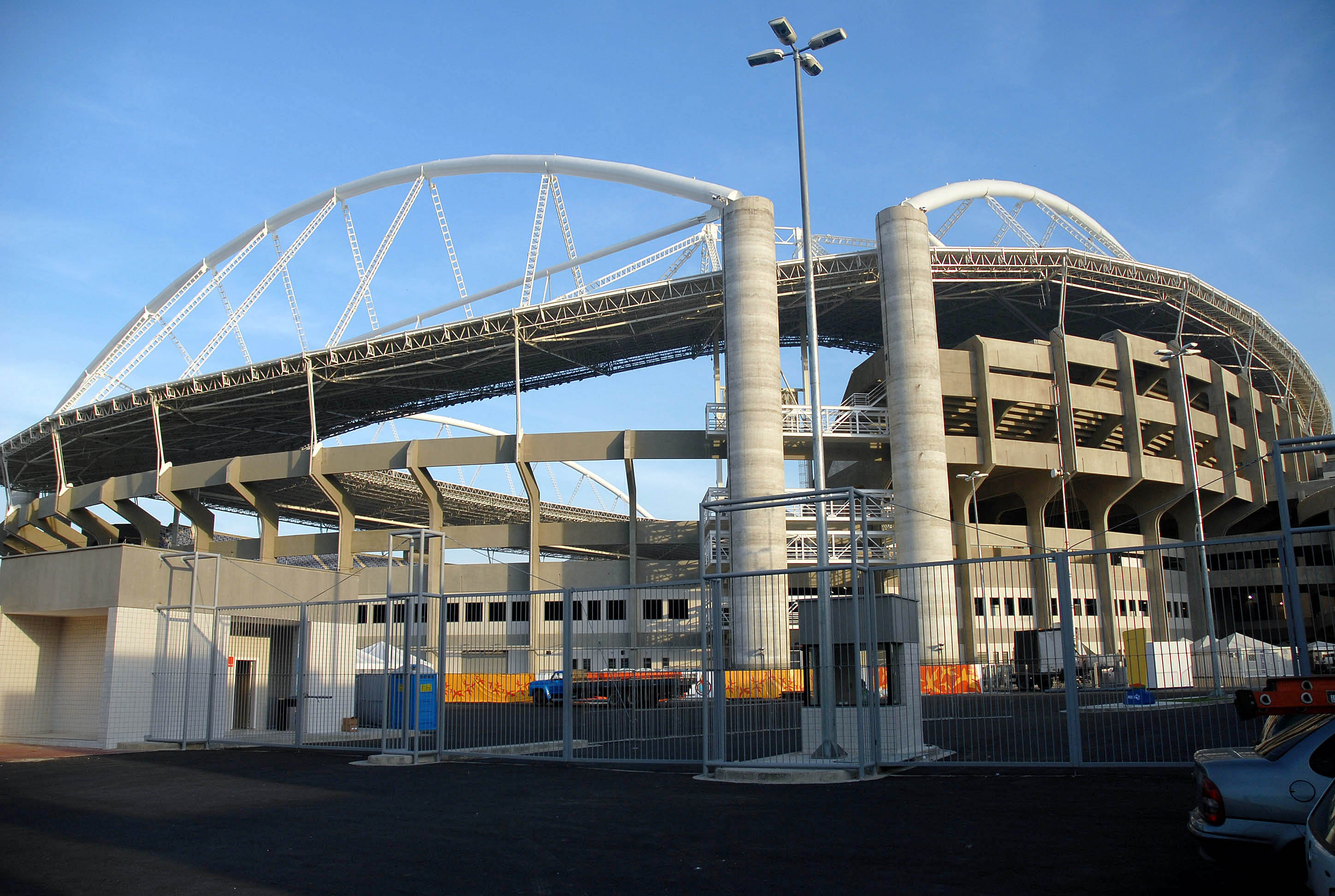
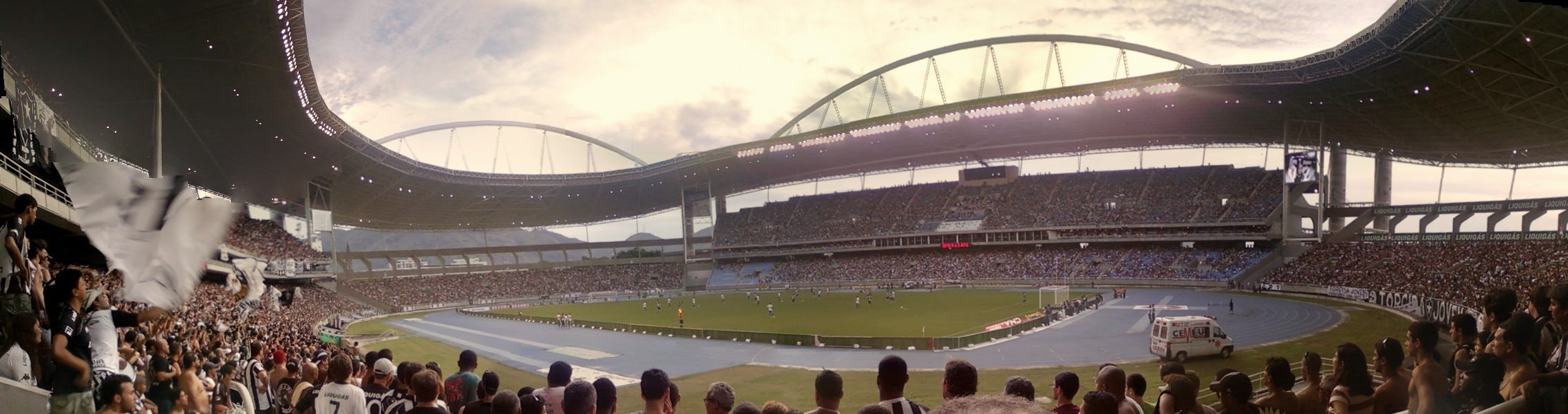
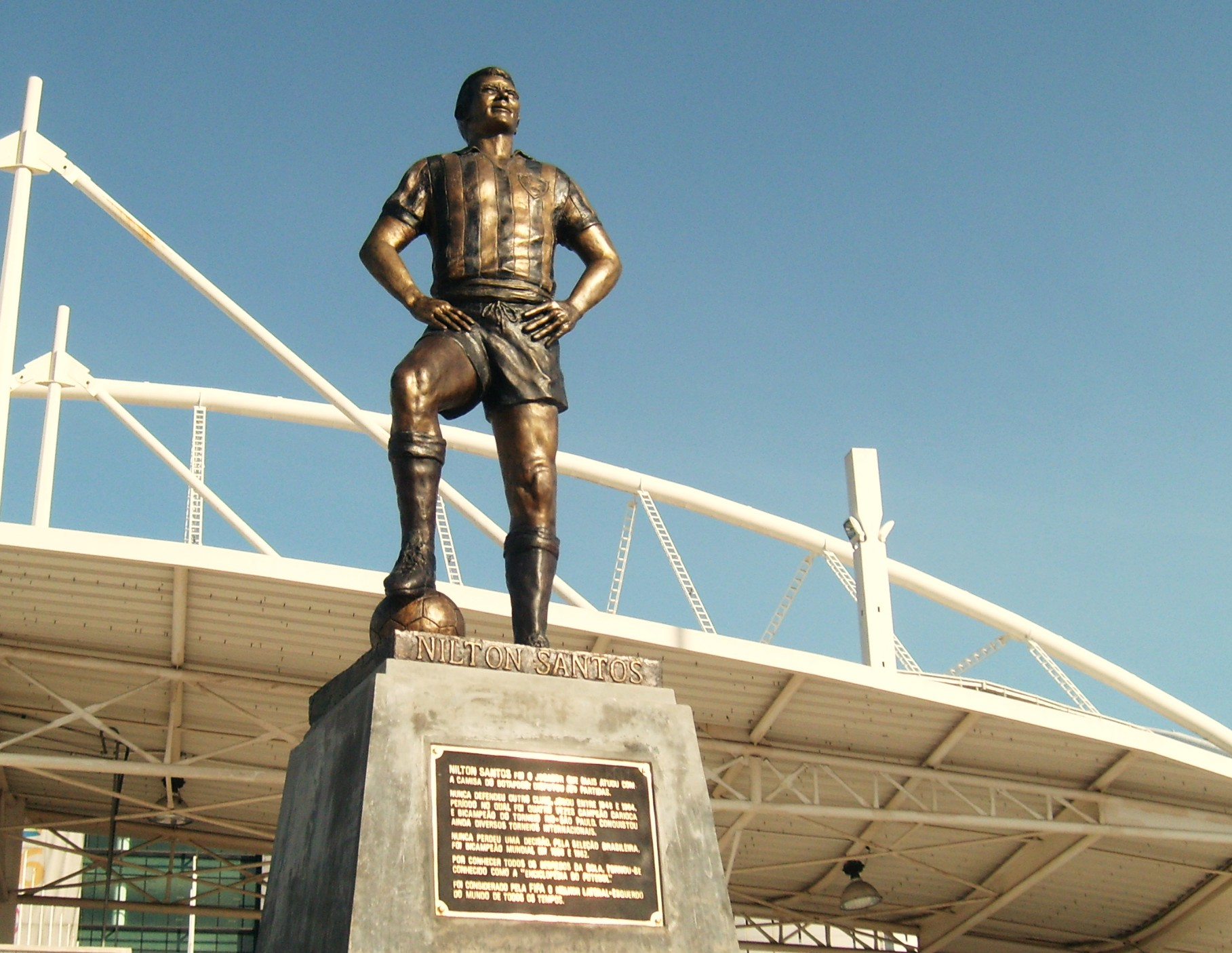
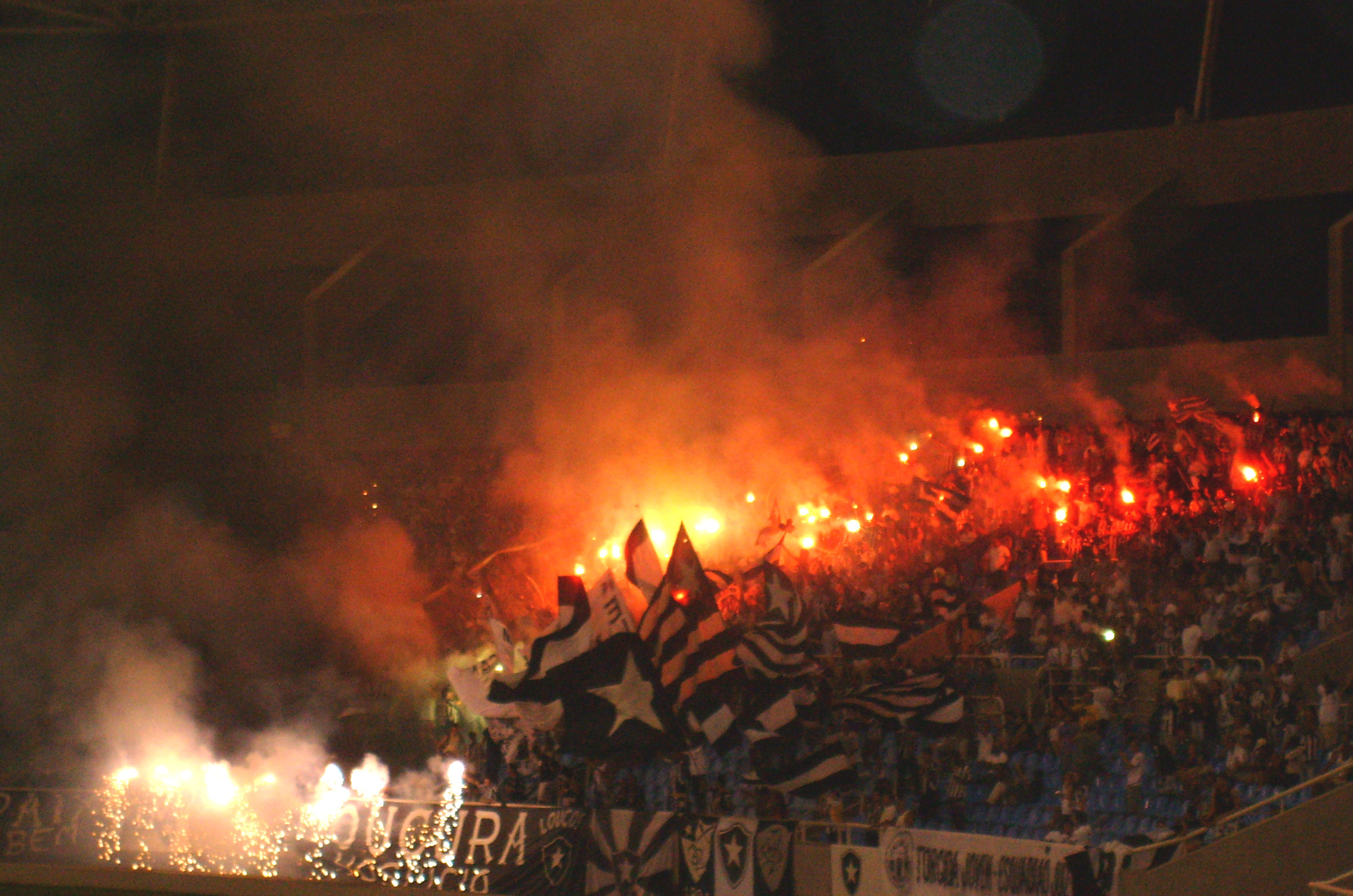

## انظرأيضًا
- ستاد باناثينايكو